# Grüsch
Grüsch (en romanche Crusch) es una comuna suiza del cantón de los Grisones, ubicada en la región de Prettigovia/Davos. Limita al norte con la comuna de Seewis im Prättigau, al este con Schiers, al sureste con Furna, al suroeste con Trimmis y Zizers, y al oeste con Landquart y Malans.
La comuna actual es el resultado de la fusión el 1 de enero de 2011 de las antiguas comunas de Grüsch, Fanas y Valzeina.

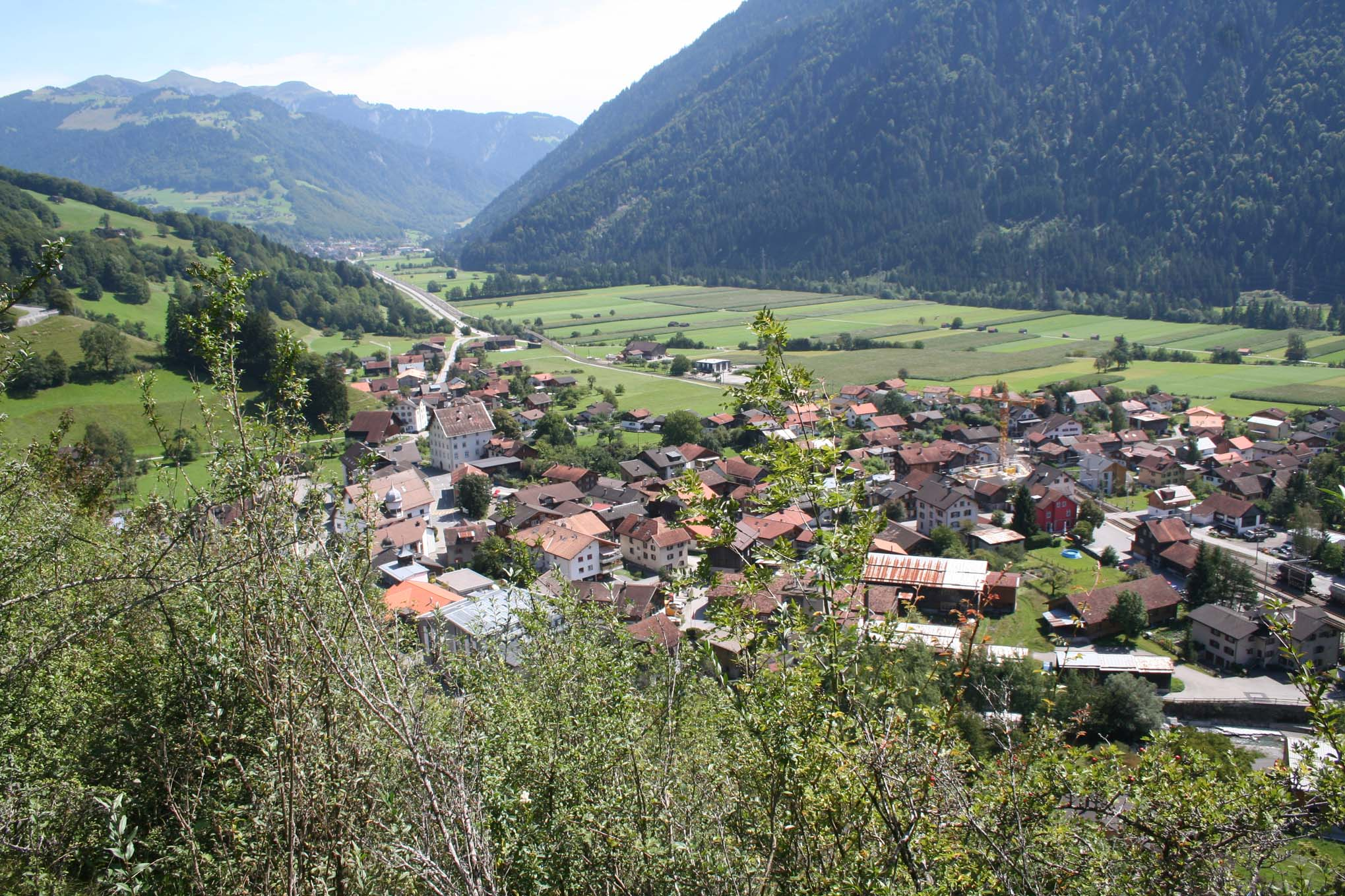
Vista de Grüsch.